# Convair

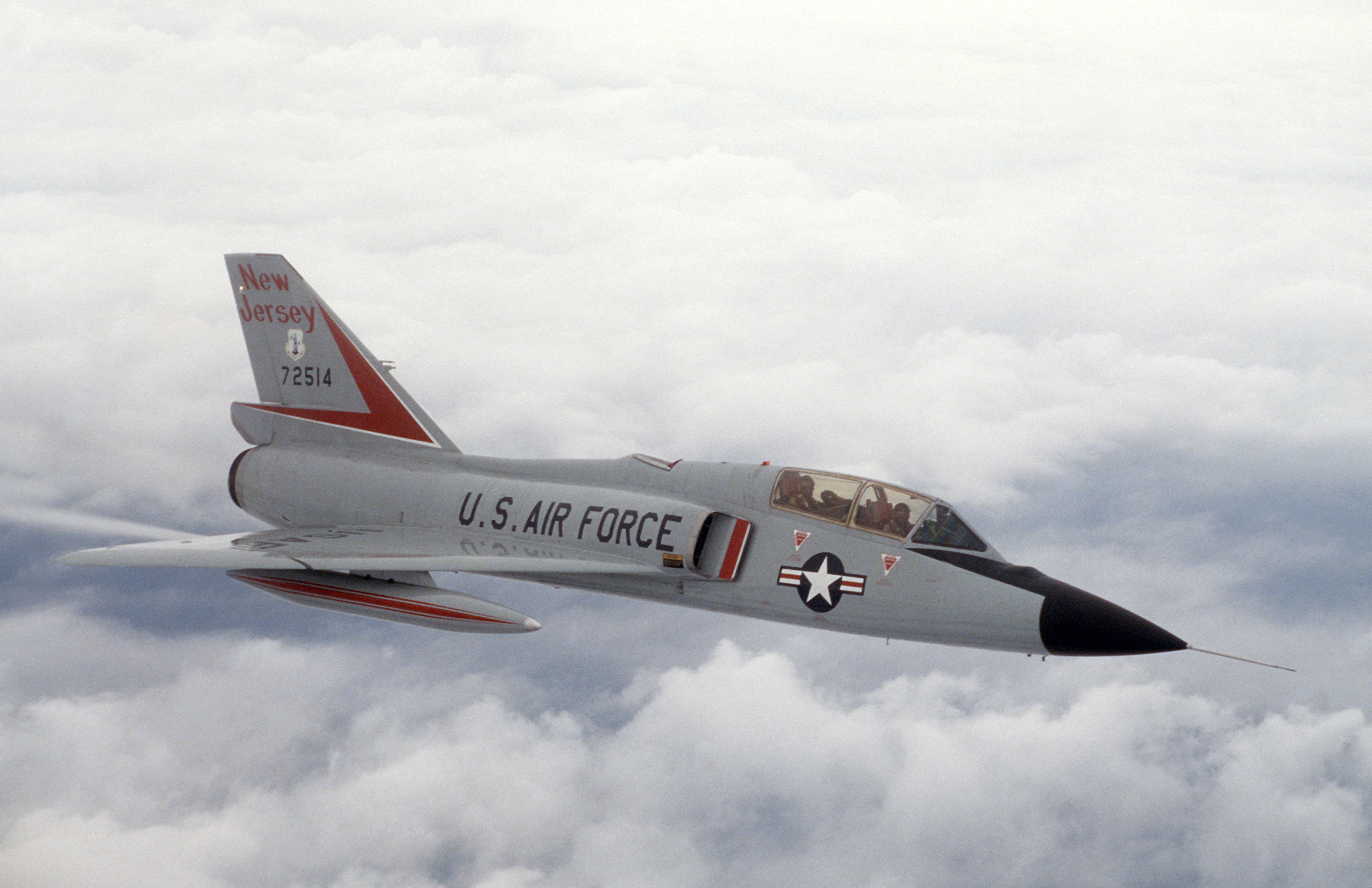
F–106 Delta Dart

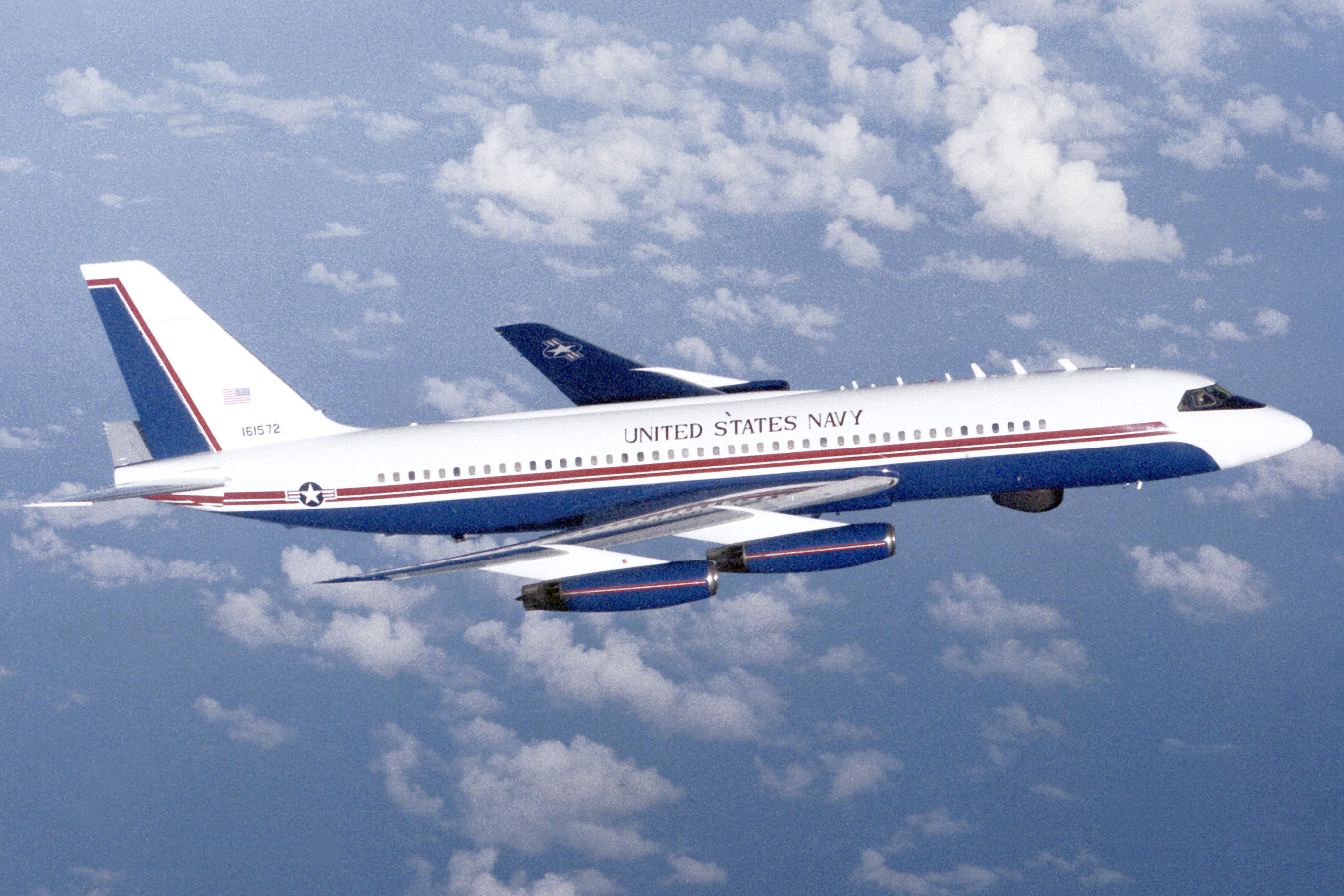
Convair 880

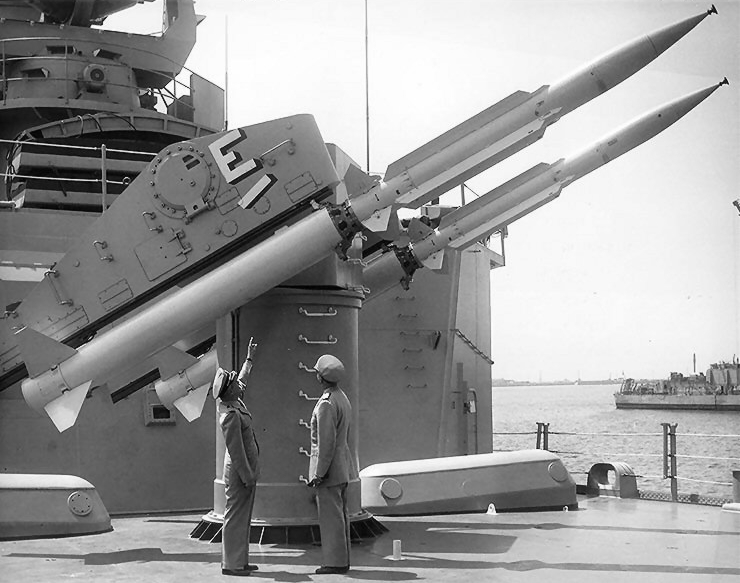
RIM–2 Terrier föld–levegő rakéta indítása az USS Providence (CLG 6) hadihajó fedélzetéről

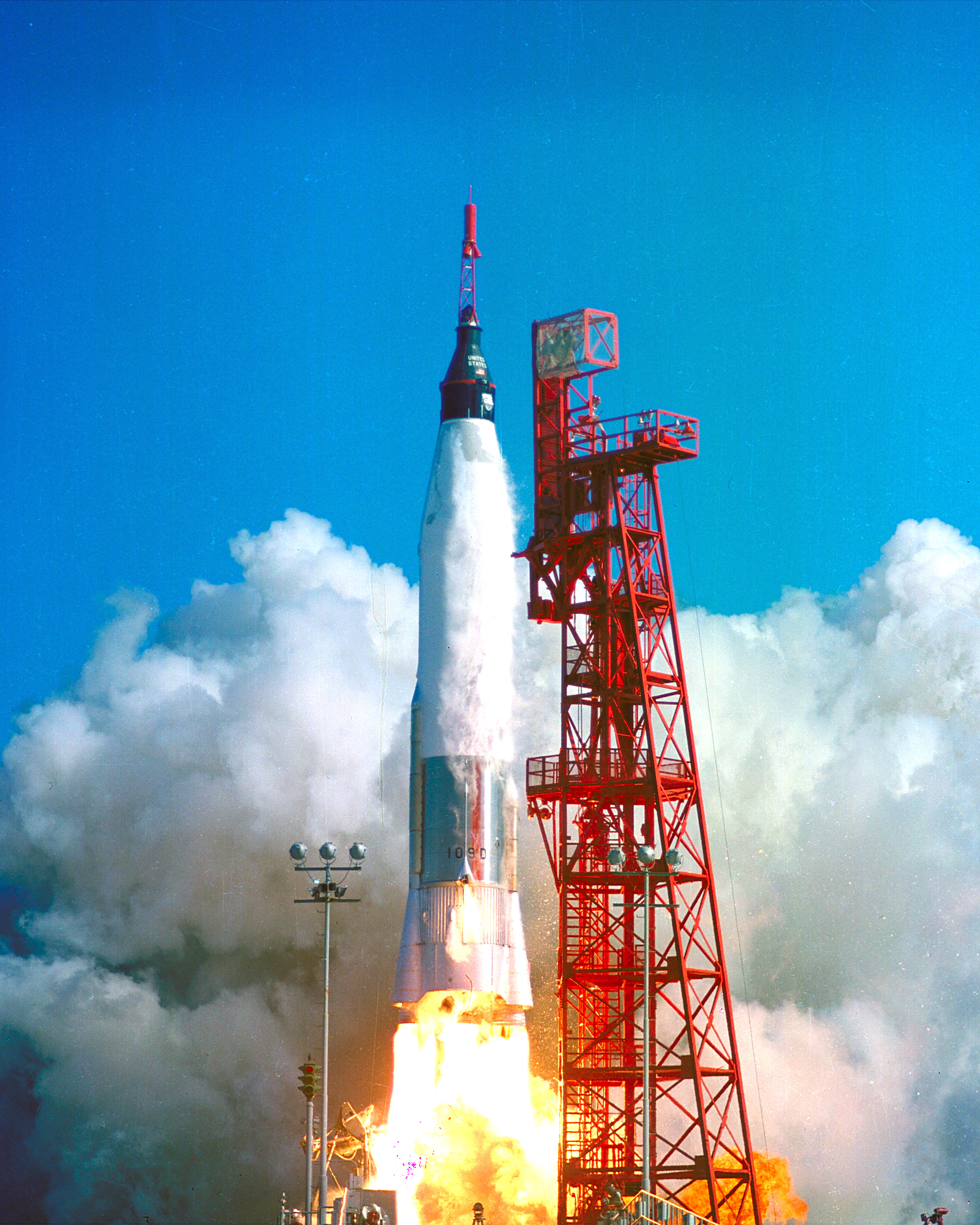
Az Atlas rakéta indítása a Friendship 7 űrhajóval, amely az első amerikai emberes orbitális űrrepülés volt

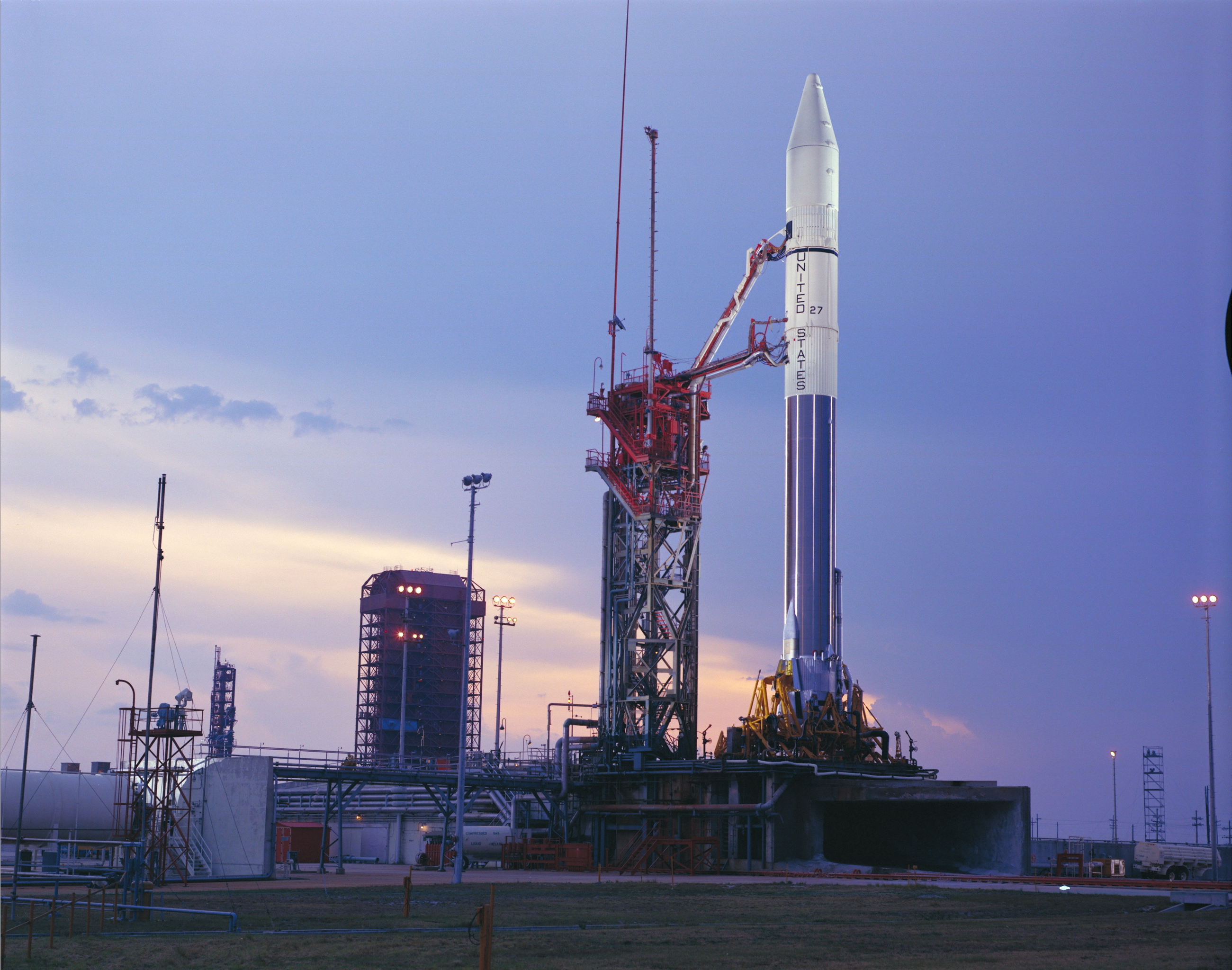
Atlas–Centaur

A Convair amerikai repülőgépgyártó vállalat volt, amely később rakétákat és űrhajókat is gyártott. A vállalat 1943-ban jött létre a Vultee Aircraft és a Consolidated Aircraft repülőgépgyártók egyesülésével, a gyártó létrejötte olyan úttörő repülőgépeket eredményezett, mint például a B–36 Peacemaker bombázó, az F–102 Delta Dagger és az F–106 Delta Dart. A Convair gyártotta az első Atlas rakétát, amellyel orbitális emberes űrrepülést hajtottak végre a Mercury-program során, valamint a sikeres Atlas–Centaur rakétát. Az 1953-tól tulajdonos General Dynamics – 1953 márciusában az Atlas Group-tól vette meg – 1994-ben a cég részlegeit eladta a McDonnell Douglas-nek és a Lockheednek, a megmaradt kisebb vállalatokat pedig 1996-ban feloszlatták.

## Eredete
A Consolidated Vultee Aircraft Corporation az idők folyamán megváltoztatta a nevét, így jött létre a Convair elnevezés, ez az amerikai repülőgép gyártóvállalat rakétákat, űrhajókat tervezett és fejlesztett, a gyártások alatt csúcstechnológiai űrhajózási termékeket és tengeralattjáró egységeket épített. A gyártóvállalat 1943-tól 1994-ig létezett, elődje, a Consolidated Aircraft olyan repülőgépeket gyártott, amelyek fontosak voltak a második világháború korai éveiben, különösen az PBY Catalinát, amely az amerikai haditengerészetnél a kanadai, brit és más légierőknél szolgált. A Catalina gyártása 1945 májusában fejeződött be, és összesen több mint 4000 darabot gyártottak le belőle. Hamarosan létre is hozták a Convairt a Consolidated Aircraft Company és a Vultee Aircraft Company gyártók összeolvadásával. Ez az egyesülés az akkori időszakban egy nagy repülőgépgyártó céget eredményezett, bár még mindig kisebb volt mint az amerikai repülőgépgyáróriások: a Douglas Aircraft Company, a Boeing és a Lockheed. A Convair kutatásait, tervezéseit és gyártásait leggyakrabban a dél-kaliforniai San Diegóban és annak közeli területein végezte.

## A jetkorszak, a hidegháború és az űrkorszak
1953 márciusában a General Dynamics Corporation megvette az egész Convair konglomerátumot, katonai és high-tech cégeket, és ezekből hivatalosan is megalapították a Convair Divisiont a General Dynamicson belül.
A jetkorszak megkezdése után a Convair úttörő volt a harci-, bombázó- és deltaszárnyú vadászrepülőgépek tervezésében, a francia Dassault repülőgépgyártó vállalattal közösen, aki hasonlóan tervezte és építette a Mirage vadászgépeit.
A Convair egyik leghíresebb repülőgépe a 10 hajtóműves B–36 Peacemaker bombázó volt, a gépet négy sugárhajtómű és hat Pratt & Whitney R–4360 Wasp Major csillagmotor hajtotta. A B–36 volt a legnagyobb dugattyús motorral működő bombázó a világon. A cég további termékei az Atlas rakéta, az F–102 Delta Dagger és az F–106 Delta Dart deltaszárnyú elfogóvadászgépek, valamint a szintén deltaszárnyú B–58 Hustler szuperszonikus interkontinentális nukleáris bombázók voltak. Az 1960-as években egy ideig a Convair saját utasszállító repülőgépeket is gyártott, a Convair 880-ast és a Convair 990-est, de ezek nem voltak nyereséges vállalkozások a gyártó számára. Bár saját fejlesztései nem voltak nyereségesek, a polgári légi közlekedési ágát a versenytársak alvállalkozójaként kívánta nyereségessé tenni, ezért a McDonnell Douglas-nek, a Boeingnak és a Lockheednek gyártott utasszállítógép-főelemeket, törzs-szekciókat. A Convair Division 1965-ig tervezte és gyártotta saját repülőgépeit, később áttértek a sárkányszerkezet-alvállalkozói termelésre. Ezeket a szerkezeteket más vállalatok számára építették meg.
A Convair sok pénzt és energiát fektetett az űrkutatásba is, különösen a rakétahajtóművek tervezésébe. Az 1950-es években kifejlesztették a később RIM–2 Terrier-ként hadrendbe állított hajóvédelmi rakétát, melyet majd a Standard-család vált le. Elkészítette az Atlas ICBM rakétát az amerikai légierő számára, de ez néhány év alatt elavult, és a szobahőmérsékletű folyékony üzemanyaggal hajtott Titan II rakéta és a szilárd üzemanyagú Minuteman rakéta váltotta fel. A Convair keményen dolgozott azon, hogy az Atlas rakétacsalád nagyon megbízható legyen, munkájuk a Mercury-programban ültött testet, az emberek részvételével végrehajtott űrprogram hordozórakétájaként alkalmazták.
Az Atlas különösen hasznossá vált, amikor a Centaur felső zárófokozattal lett egybe szerelve, ezek egyesítésével létrejött az Atlas-Centaur rakéta, amellyel távközlési műholdakat és űrszondákat indítottak geoszinkron pályára. Ez a 21. században is alkalmazott rakétacsalád maradt. A Centaur rakétafokozatot a Convair tervezte, fejlesztette és gyártotta, és ez volt az első, a világűrben széles körben használt kriogén üzemanyag-oxidálással működő, a folyékony hidrogén és folyékony oxigén kombinációjával meghajtott rakéta. A folyékony hidrogén–folyékony oxigén kombinációjával a Centaur fontos előfutára volt az S–II második szakaszának és az S–IVB harmadik szakaszának, valamint a hatalmas Saturn V holdrakétának, amit az Apollo-program során használtak fel. Az S–IVB fokozatot korábban az Apollo–7-nél kisebb Saturn IB rakéta második fokozatában használták fel. A Centaur felső fokozatában először a Surveyor holdszondákat indították 1966-ban.
Több mint 100 Atlas-Centaur rakétát gyártott le a Convair (beleértve a rakéta utódainak elnevezéseit is), a sikeres első indítás óta több mint 100 műholdat állítottak vele pályára, és sok más űrmissziókban is részt vett. A Pioneer–10 és Pioneer–11 űrszondákat is vele indították, ez volt az első két űrszonda, amely elhagyta a Naprendszert.
A repülőgépek, rakéták és űrhajók mellett a Convair nagy Charactron vákuumcsöveket is kifejlesztett, ami a modern számítógép-monitoroknál használt katódsugárcsőnek (CRT) az előfutára volt. Egy kisebb terméket is kidolgozott, a CORDIC algoritmust, amelyet ma is széles körben használnak a számológépekben, a FPGA-ban és más kisebb elektronikus rendszerekben szögfüggvények és hiperbolikus függvények kiszámítására, mert csak összeadást, kivonást, biteltolást és LUT-ot (look-up table) használ, a számításigényes szorzást nem.

## Gyártmányok

### Repülőgépek

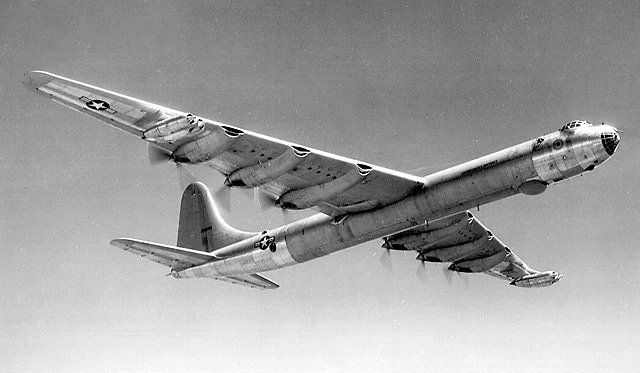
A Convair B–36 Peacemaker, amely csillagmotort és sugárhajtóművet egyaránt használt

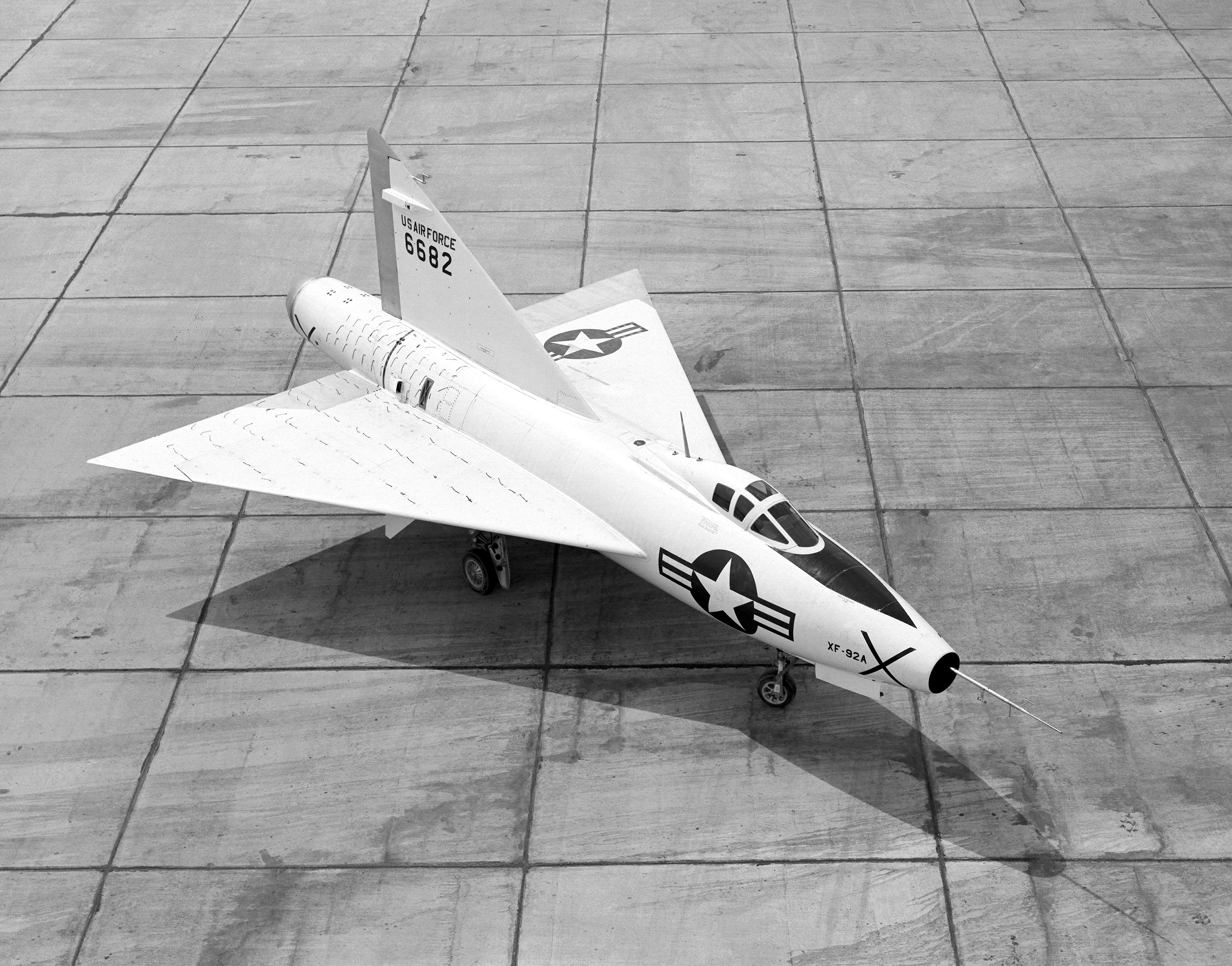
A Convair XF–92A, az Egyesült Államok első deltaszárnyú vadászgépe

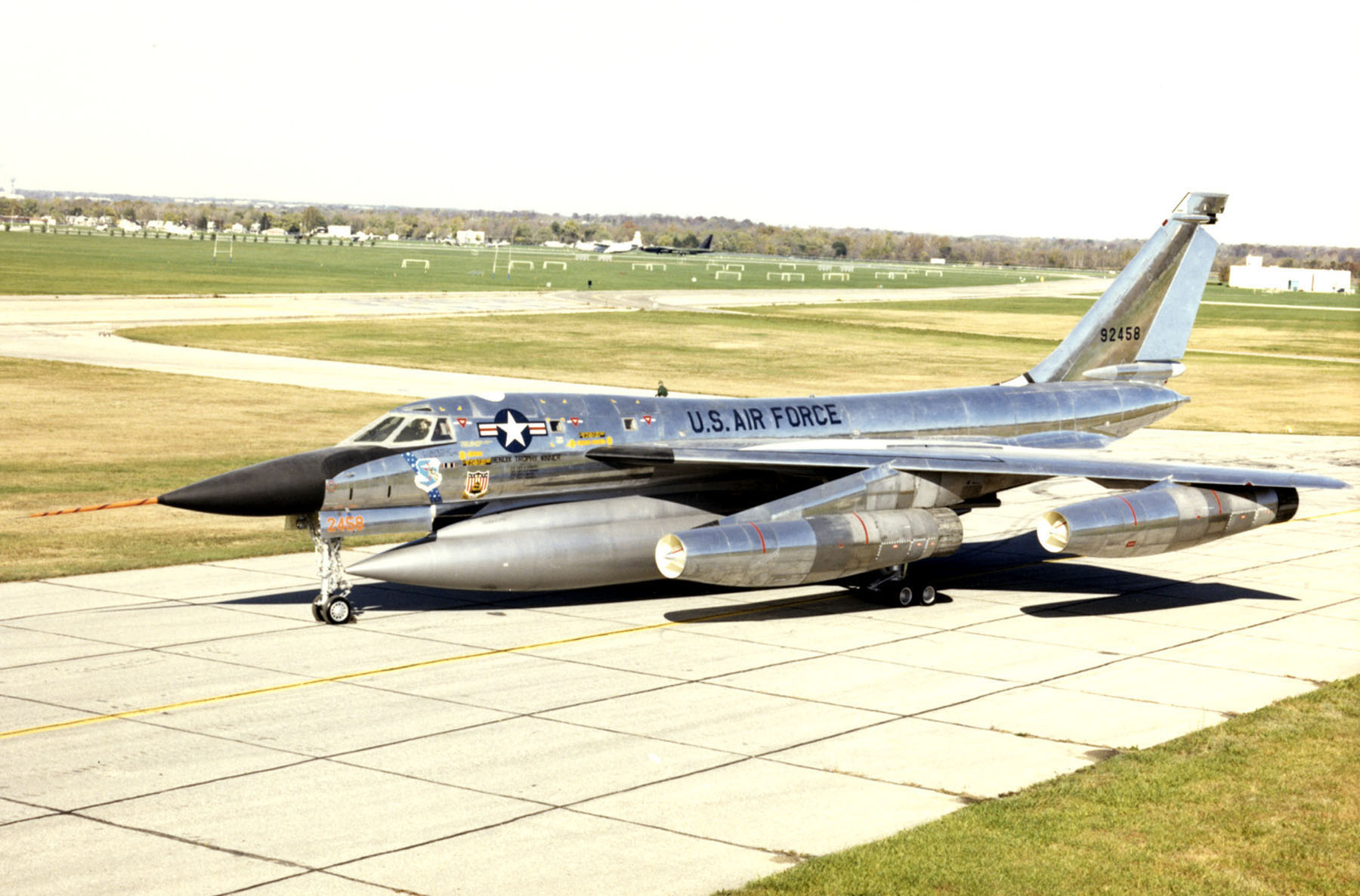
A Convair B–58 Hustler. Ez a transzkontinentális bombázó repülőgép 1962. május 5-én sebességi világrekordot állított fel a Los Angeles–New York oda-vissza non-stop repülőútjával

- Vultee XA–41 (1944) – csatarepülőgép-prototípus
- Convair XB–53 (1945) – tervezett sugárhajtású közepes bombázó repülőgép, a projektet lemondták mielőtt a prototípus elkészült volna
- Convair B–36 Peacemaker (1946) – interkontinentális bombázó
- Stinson 108 (1946)
- Convair Model 110
  - Convair CV–240 (1947)
    - Convair CV–300
    - Convair CV–340
    - Convair CV–440 Metropolitan
    - Convair C–131 Samaritan
    - Convair T–29
    - R4Y Samaritan
    - Convair CV–540 (1955)
    - Convair CV–580
    - Convair CV–600 (1965)
    - Convair CV–640
    - Convair CV5800
    - Canadair CC–109 Cosmopolitan – a CV–440-es engedéllyel megépített turbólégcsavaros változata
- ConvAirCar (1947)
- Convair XB–46 (1947)
- Convair XC–99 (1947)
- Convair XF–92 (1948)
- Convair R3Y Tradewind (1950) – katonai repülőcsónak
- Convair X–6 (1951) – tervezett atommeghajtású repülőgép
- Convair YB–60 (1952) – A B–36-ból kifejlesztett bombázó prototípus
- Convair F–102 Delta Dagger (1953)
- Convair F2Y Sea Dart (1953)
- Convair XFY Pogo (1954)
- Convair P6Y (1955)
- Convair B–58 Hustler (1956)
- Convair F–106 Delta Dart (1956)
- Convair 880 utasszállító repülőgép (1959)
- Convair Kingfish (1959) – tervezett lopakodó felderítő repülőgép, a projektet törölték
- Convair 990 Coronado utasszállító repülőgép (1961)
- Convair Model 48 Charger (1964)
- Convair Model 49 (1967)

## Rakéták
- MX–774 (1948) – Az Atlas rakéta előfutára
- RIM–2 Terrier (1951) – haditengerészeti föld–levegő rakéta
- XGAM–71 Buck Duck (1955) – csalirakéta
- Pye Wacket (1957) – védelmi projektnek tervezett levegő–levegő rakéta, a fejlesztést törölték
- Convair X–11 (1957) – Atlas A prototípus
- Convair X–12 (1958) – Atlas B prototípus
- SM–65 Atlas (1957) – Atlas ICBM rakéta
- FIM–43 Redeye (1960) – vállról indítható föld–levegő rakéta
- Atlas rakéta
- Centaur
- Atlas–Centaur – az Atlas rakéta és a Centaur felső fokozat közös elnevezése, amellyel űrhajókat indítottak a világűrbe